# Operazione Tombola
L'Operazione Tombola fu un raid compiuto durante le fasi finali della seconda guerra mondiale dallo SAS-Special Air Service nelle retrovie tedesche situate nelle province di Reggio Emilia e Modena, oltre la Linea Gotica.
La notte del 27 marzo 1945, un manipolo di cento uomini del cosiddetto Battaglione Alleato, composto da paracadutisti britannici del 2° SAS-Special Air Service, partigiani italiani della Brigata Garibaldi ed un gruppo di partigiani russi, sferrò un attacco a sorpresa al comando generale tedesco dislocato nei pressi di Albinea. Curiosamente, l'attacco fu sferrato al suono di una cornamusa scozzese (unica volta nella storia da parte delle truppe speciali del SAS britannico), il che fece classificare l'azione come militare e non partigiana: in tal modo, non ci fu alcuna rappresaglia nazista contro la popolazione civile di Albinea e si risparmiarono perciò centinaia di vite umane.

## Descrizione

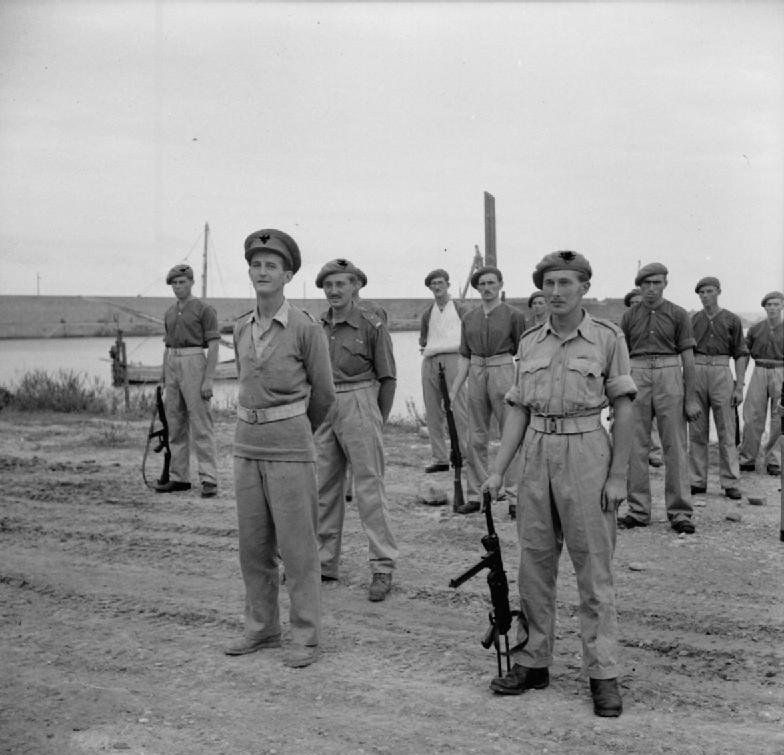
Il capitano Roy Farran con una MP 40 tedesca in mano

Cinquanta uomini del 3º squadrone del 2º Reggimento dello Special Air Service,
 comandati dal maggiore Roy Alexander Farran (nome in codice McGinty), furono paracadutati nella zona del Monte Cusna, sull'Appennino reggiano, tra il 4 e il 24 marzo 1945, e aiutati dalla missione "Envelope" guidata da Michael Lees dello Special Operations Executive.
Diversi aviolanci fornirono le armi necessarie alla formazione composta da forze eterogenee, tra cui un gruppo di partigiani della resistenza locale (squadra speciale "Gufo Nero" comandata da Glauco "Gordon" Monducci e altri membri scelti della 26ª e 145ª Brigate Garibaldi, comandati rispettivamente da Giovanni Farri “Gianni” e Nello Mattioli “Antonio”) e un distaccamento di 70 partigiani sovietici del Battaglione Russi al comando di Viktor Pirogov "Modena".
I membri dell'operazione Tombola riuscirono ad attaccare villa Rossi e villa Calvi a Botteghe d'Albinea, quartier generale della 5ª sezione del comando generale tedesco in Italia (che sovraintendeva alle operazioni della Linea Gotica occidentale, da La Spezia a Bologna) e del 51º Corpo alpino tedesco (Gebirgskorps), comandato dal generale Friedrich-Wilhelm Hauck.
L'attacco notturno del 27 marzo 1945 venne lanciato al suono della cornamusa suonata da David Kirkpatrick (1924-2016), detto "il cornamusiere pazzo" (mad piper), un volontario scozzese del 2º Highland Light Infantry che venne paracadutato con il suo tradizionale kilt: tale situazione fece sì che l'azione a sorpresa venne considerata dai nazisti come un'operazione militare ufficiale, e non partigiana, in tal modo evitando rappresaglie a danno della popolazione civile. Complessivamente, i nazisti ebbero 50-60 perdite (tra morti e feriti), mentre il SAS ebbe tre uomini uccisi in azione e sette furono i feriti (quattro britannici, due italiani e un russo).
Anche 5 soldati tedeschi antinazisti della base di Albinea che avevano prestato sostegno segreto all'Operazione Tombola tramite il parroco di Albinea agli alleati ed ai partigiani, furono dopo pochi giorni dall'attacco scoperti dalla Gestapo, torturati e fucilati dalle SS. A loro pure è eretto un monumento ad Albinea per l'universalità della Democrazia che vide anche il sacrificio di soldati tedeschi liberi.
Durante la seconda parte della missione, vi fu uno scontro a fuoco il 21 aprile presso Torre Maina di Maranello, dove venne ucciso il parà del SAS Justo Balerdi, conosciuto con il nome di battaglia "Robert Bruce", originario dei Paesi Baschi. Repubblicano e antifascista già nella Guerra di Spagna del 1936/39, arruolatosi poi nella Legione straniera francese, Bruce fu l'unico basco ma non l'unico spagnolo antifascista ad aver combattuto nelle file del SAS durante la seconda guerra mondiale.
L'operazione Tombola continuò fino al 23 aprile, con l'interruzione di strade e il sabotaggio di diverse installazioni. Come conseguenza di ciò, vi furono circa 300 tedeschi uccisi e 200 catturati. Inoltre, diversi militari dell'aeronautica alleata, che erano stati nascosti dalla popolazione, poterono rientrare nelle linee amiche.

## Nella cultura di massa
Nel 2010 il giornalista del Fatto Quotidiano Matteo Incerti riuscì a rintracciare il cornamusiere David Kirkpatrick, scoprendo così la sua incredibile storia. Nell'aprile 2011 Matteo Incerti e Valentina Ruozi pubblicarono il libro Il bracciale di sterline, con i dettagli dell'operazione Tombola e i profili dei protagonisti. Una seconda pubblicazione del 2014 di Incerti,  Il paradiso dei folli, si focalizza sull'esperienza bellica e postbellica di diversi membri di questa operazione segreta. Infine, nell'ultima opera del 2017, Il suonatore matto, è dedicata alla biografia di David "mad piper" Kirkpatrick, morto l'anno precedente. Il bracciale di sterline di Incerti e Ruozi e Il suonatore matto, scritto da Incerti sono stati ripubblicati nel 2020 da Corsiero editore.
Il comandante della missione, Roy Farran, pubblicò nel 1986 le sue memorie nel libro Operation Tombola.
La BBC ha raccontato nel 2011 la vicenda di Roy Farran e Michael Lees nell'episodio SAS Italian Job della serie televisiva Secret War condotta da Alisdair Simpson. L'operazione è stata narrata anche nella miniserie televisiva Great SAS missions del 2004.
Nel marzo 2012 i Modena City Ramblers hanno pubblicato l'album collettivo Battaglione Alleato, interamente dedicato all'Operazione Tombola e ispirato al libro Il bracciale di sterline. Al cornamusiere scozzese David "mad Piper" Kirkpatrick è dedicato il terzo brano della raccolta, intitolato Al Pivarol C'al Vin Dal Ciel (The Brave Scottish Piper).

## Riconoscimenti
Il 25 marzo 2017, nel 72º anniversario dell'operazione Tombola, il consiglio comunale di Albinea ha deliberato all'unanimità la concessione della cittadinanza onoraria a Giovanna Quadreri "Libertà", a Livio Piccinini "Delinger" (medaglia di bronzo al valor militare) e, postuma, a David Kirkpatrick "Mad piper" «per l'impegno a sostegno dei principi della democrazia e dei valori della libertà, della giustizia e della pace, fondamentali per la nostra società civile». Nel 2011 gli autori Matteo Incerti e Valentina Ruozi avevano già consegnato a David Kirkpatrick in quel di Girvan, Scozia un attestato di cittadinanza onoraria dei Comuni di Albinea e Villa Minozzo

## Filmografia
- (EN) The SAS Italian Job, in The Secret War, BBC, 20 giugno 2011.

## Discografia
- Modena City Ramblers, Battaglione Alleato, 2012